# Verwaltungsgemeinschaft Altenstadt (Oberbayern)
Die Verwaltungsgemeinschaft Altenstadt im oberbayerischen Landkreis Weilheim-Schongau besteht seit der Gemeindegebietsreform am 1. Mai 1978. Ihr gehören als Mitgliedsgemeinden an:
1. Altenstadt, 3299 Einwohner, 18,66 km²
2. Hohenfurch, 1691 Einwohner, 12,39 km²
3. Ingenried, 1115 Einwohner, 17,44 km²
4. Schwabbruck, 1023 Einwohner, 7,32 km²
5. Schwabsoien, 1453 Einwohner, 16,98 km²

Sitz der Verwaltungsgemeinschaft ist Altenstadt.